# Castelsaraceno
Castelsaraceno ist eine süditalienische Gemeinde (comune) mit 1148 Einwohnern (Stand 31. Dezember 2023) in der Provinz Potenza in der Basilikata. Die Gemeinde liegt etwa 55,5 Kilometer nordnordwestlich von Potenza und gehört zur Comunità montana Lagonegrese.

## Geschichte
1031 wurde die Ortschaft durch die Sarazenen an der Stelle des antiken Planura errichtet. Nach einem Erdbeben wurde die Siedlung wieder verlassen.